# Charles Auffray (scientifique)
Pour les articles homonymes, voir Charles Auffray et Auffray.
 (juillet 2015).
 (avril 2020).
Charles Auffray est un chercheur français né en 1951. Il dirige l’Unité de Génomique Fonctionnelle et Biologie Systémique pour la Santé de l’Institut des sciences biologiques du CNRS.

## Biographie
Ancien élève de l’École normale supérieure de Cachan, il a obtenu l'agrégation de physiologie et biochimie. Il a préparé sa thèse de doctorat d’État en Immunologie à l’Institut Pasteur de Paris, puis a effectué son post-doctorat à l’Université Harvard, avant de fonder son équipe à l’Institut d’Embryologie de Nogent-sur-Marne. Directeur Scientifique du Généthon à Evry, il a participé au projet Génome Humain et développé un réseau international consacré au développement de la génomique fonctionnelle et de la biologie systémique. Il dirige actuellement l’Unité de Génomique Fonctionnelle et Biologie Systémique pour la Santé de l’Institut des Sciences Biologiques du CNRS à Villejuif.
Il et le fils du physicien et vulgarisateur Jean-Paul Auffray.

## Recherches
Charles Auffray développe une approche systémique de la physiologie et de la pathologie des systèmes immunitaire, neuro-musculaire et pulmonaire, ainsi que des cancers et des allergies, en intégrant les outils et concepts de la génomique fonctionnelle, de l’informatique, des mathématiques et de la physique. Il s’est activement impliqué dans le développement de plates-formes expérimentales et informatiques en accès libre, en partenariat avec des nombreux groupes académiques et industriels. Il a cofondé les consortiums internationaux IMAGE pour la génomique fonctionnelle et SYSTEMOSCOPE pour la biologie systémique en prenant en compte les questions éthiques légales et sociales, et en mettant l’accent sur la formation, l’information du public et l’interdisciplinarité.

## Publications
Charles Auffray est l’auteur de nombreuses publications scientifiques et d’une douzaine d’ouvrages destinés à un large public, dont :
- Le génome humain (Flammarion, coll. « Dominos », 1996) ;
- Qu'est-ce que la vie ? (Le Pommier, 1999) ;
- Qu'est-ce qu’un gène ? (Le Pommier, 2004) ;
- Le Trésor : dictionnaire des sciences (collectif, Flammarion, 1997).